# Иона (Гоголь)
Епи́скоп Ио́на (в миру Ива́н Го́голь или Иван Го́голь-Богуше́вич; 1595 — 1602/3) — религиозный деятель XIV—XV веков; епископ Пинской и Туровской епархии с 22 октября 1595 по 9 октября 1596 года, затем вновь созданной Пинской и Туровской униатской епархии, став её первым главой.
Об его детстве и отрочестве информации практически не сохранилось, да и прочие биографические сведения о нём очень скудны и отрывочны; известно лишь, что Иона Гоголь происходил из дворянской семьи.
В 1586 году получил от короля Спасский монастырь в городе Кобрине (ныне в Брестской области Белоруссии), с обязательством в течение года вступить в духовный сан.
В 1596 году Иона получил королевскую привилегию на Пинскую и Туровскую епископию; на Брестском соборе 1596 года принял унию.
Иона Гоголь скончался в 1602 году в Речи Посполитой.